# 公立丹南病院
公立丹南病院（こうりつたんなんびょういん）は、福井県鯖江市にある医療機関。鯖江市・越前市・池田町・南越前町・越前町の2市3町で構成される一部事務組合の公立丹南病院組合（組合事務局は院内でなく鯖江市役所内）が設置し、指定管理者として公益社団法人地域医療振興協会が管理運営を受任する病院である。旧国立鯖江病院の移譲を受けた公立丹南病院組合が2000年2月1日に開設し、管理運営を地域医療振興協会に委任した。

## 沿革
- 2000年2月1日 - 開院。

## 診療科
- 内科
- 小児科
- 外科
- 整形外科
- 脳神経外科
- 皮膚科
- 泌尿器科
- 産婦人科
- 眼科
- 耳鼻咽喉科
- 放射線科
- リハビリテーション科
- 形成外科
- 麻酔科

## 医療機関の指定等
- 保険医療機関
- 救急告示医療機関
- 労災保険指定医療機関
- 指定自立支援医療機関（精神通院医療）
- 身体障害者福祉法指定医の配置されている医療機関
- 生活保護法指定医療機関
- 結核指定医療機関
- 指定養育医療機関
- 戦傷病者特別援護法指定医療機関
- 原子爆弾被害者一般疾病医療取扱医療機関
- 第二種感染症指定医療機関
- 母体保護法指定医の配置されている医療機関
- 災害拠点病院
- へき地医療拠点病院
- 臨床研修指定病院
- DPC対象病院

## 医療事故
国立病院時代（1952年）、同院の看護婦（現・看護師）2人が入院患者に対しブドウ糖を注射しようとした所、看護婦が薬物を誤り麻酔薬のベルカイン(劇薬)を投与してしまい、患者が昏睡状態に陥り、その後数分で患者は死亡した。
同院では、この事故を教訓に二度とこのような事故が発生しないよう医療の安全化を図ってきた。それ以来医療事故は一件も発生していない。

## 周辺の施設
- みどりケ丘病院
- 鯖江市立中央中学校
- 鯖江市神明健康スポーツセンター

## 交通アクセス
- 福井鉄道福武線 神明駅から、
  - 徒歩6分。
  - つつじバス循環線・吉川線で公立丹南病院前下車。
- ハピラインふくい線 鯖江駅から、つつじバス循環線で公立丹南病院前下車。
- ハピラインふくい線(旧:北陸本線) 北鯖江駅から、
  - 西口より 福井鉄道バス鯖浦線で公立丹南病院下車。病院非経由便は三六町二丁目下車。
  - 西口より つつじバス神明線で公立丹南病院前下車。
  - 東口より つつじバス片上・中河線で公立丹南病院前下車。